# ورزشگاه کی‌کی وینگ

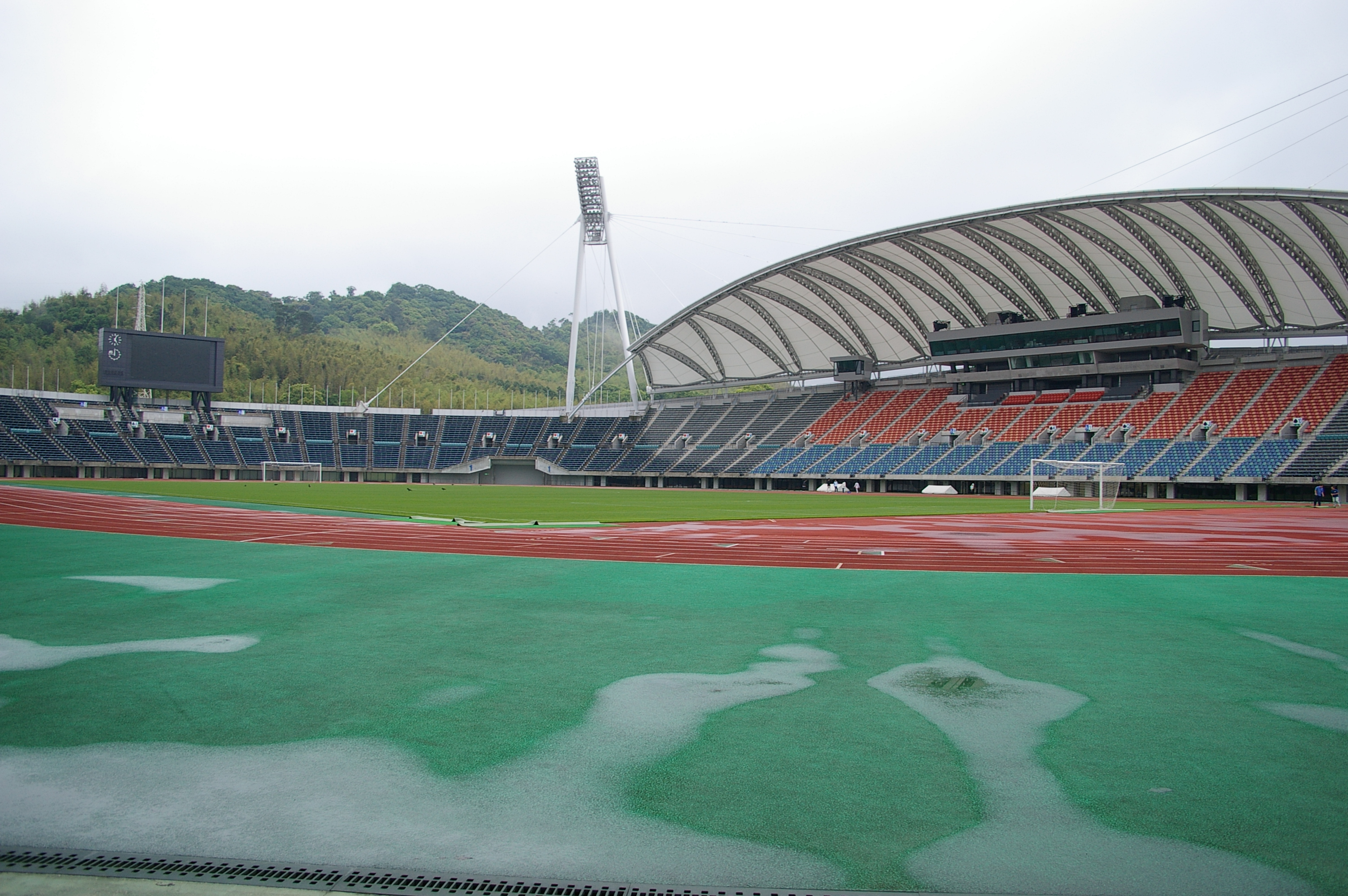

ورزشگاه کی‌کی وینگ یک ورزشگاه چند منظوره در شهر کوماموتو، ژاپن است؛ که برای مسابقات فوتبال و راگبی استفاده می‌شود.

باشگاه رواسو کوماموتو از این ورزشگاه برای رقابت در جی لیگ ۲ استفاده می‌کند.